# Heliophanus auratus mediocinctus
Heliophanus auratus là một phân loài nhện trong họ Salticidae.
Loài này thuộc chi Heliophanus. Heliophanus auratus mediocinctus được Wladislaus Kulczynski miêu tả năm 1898.